# ولرولی
ولرولی (به انگلیسی: Vellarvelly) یک روستا در هند است که در Kannur district واقع شده‌است.

## خصوصیات
ولرولی ۷٬۸۷۳ نفر جمعیت دارد.